# Przednie Kamienne

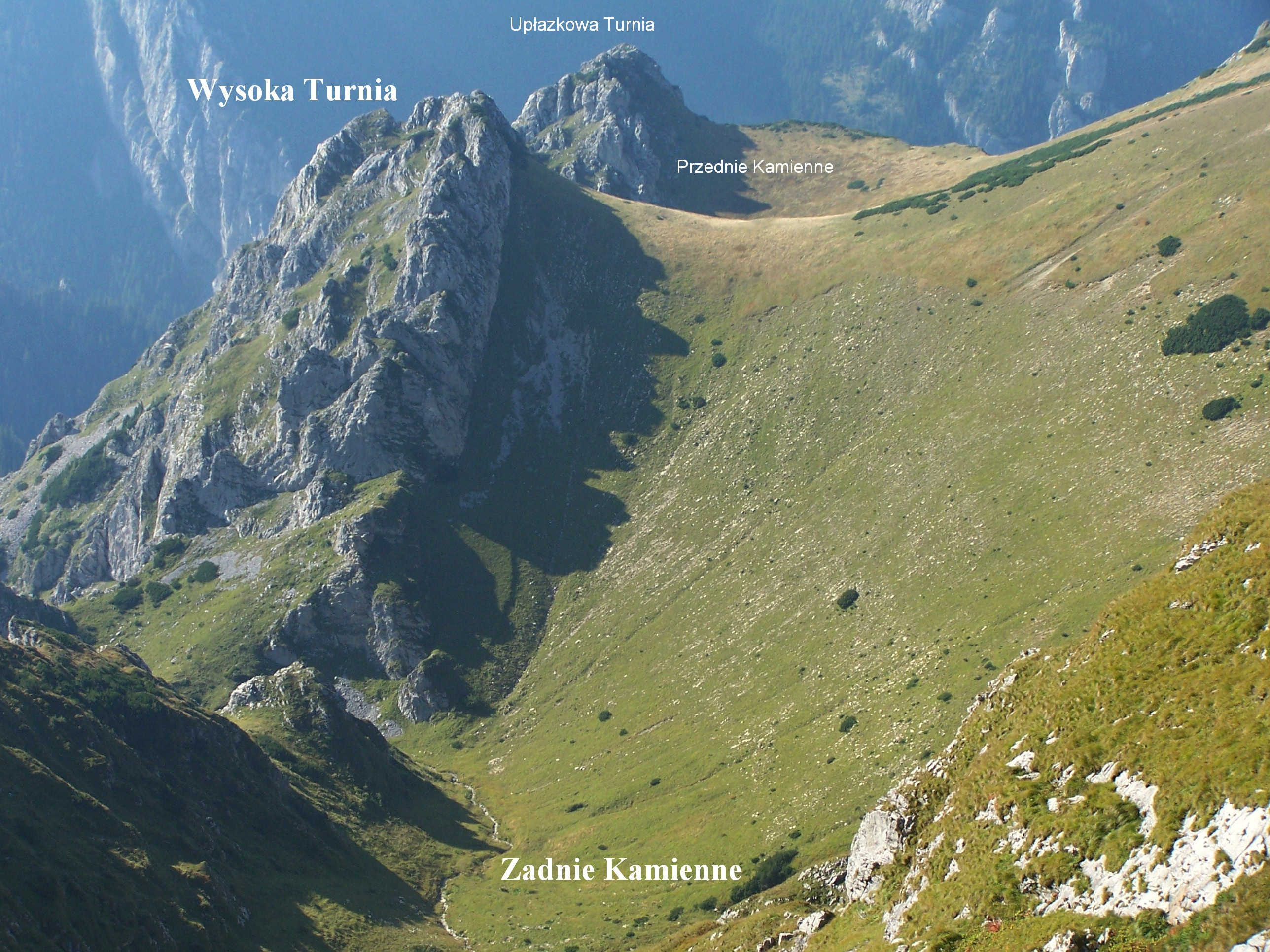
Przednie Kamienne na drugim planie, za Wysoką Turnią

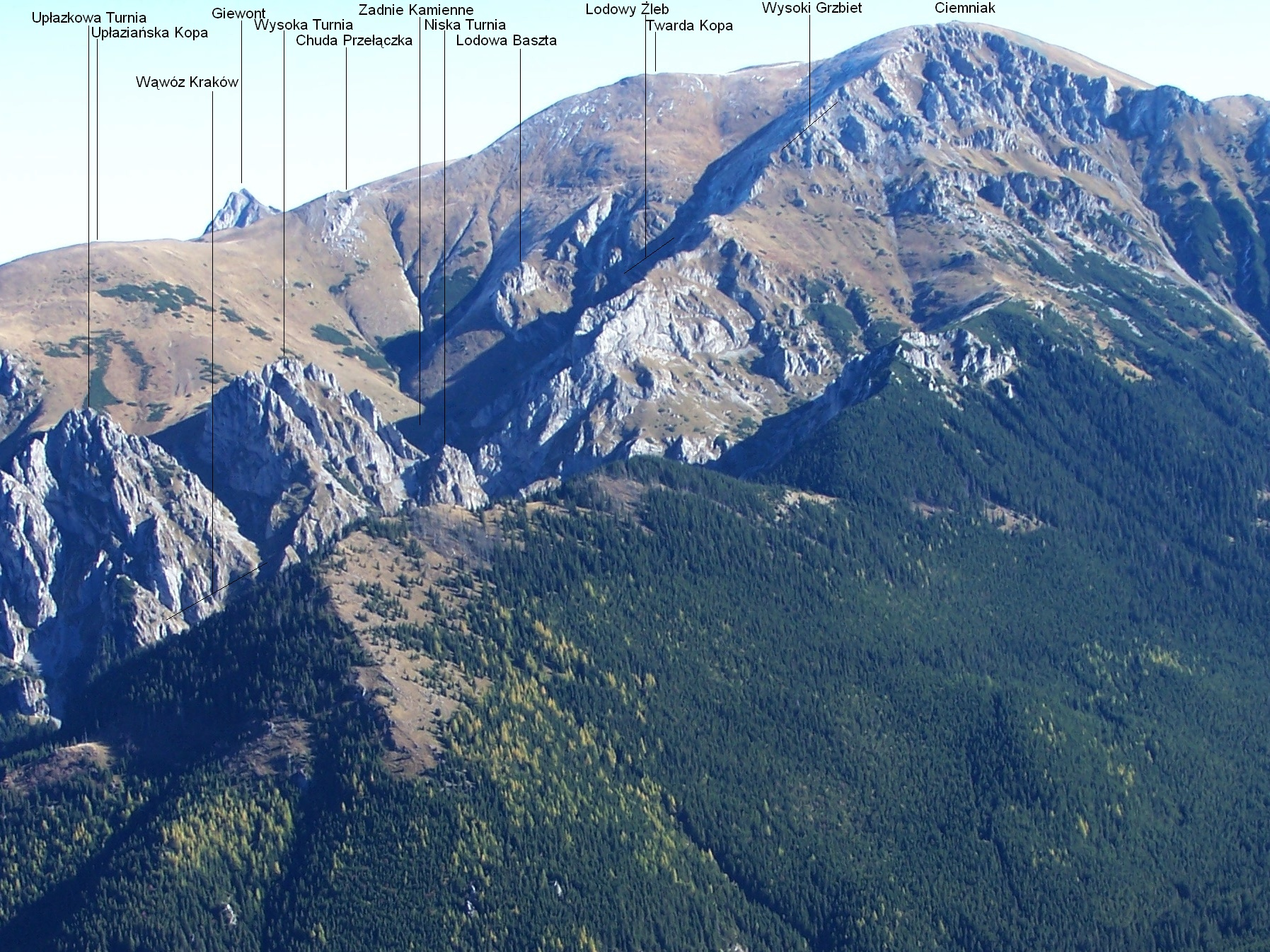
Przednie Kamienne widoczne po lewej stronie Wysokiej Turni

Przednie Kamienne – kocioł we wschodnich zboczach Doliny Kościeliskiej w Tatrach Zachodnich, w północno-zachodniej grani Ciemniaka. Otoczony jest dwoma grzędami Upłaziańskiej Kopy. Jedna z nich odbiega od zachodniego końca Równi nad Karczmą poprzez Upłazkową Przełączkę do Upłazkowej Turni, druga poprzez przełęcz Wysokie Siodło biegnie do Wysokiej Turni i oddziela Przednie Kamienne od Zadniego Kamiennego. Obydwa te kotły lodowcowe są odgałęzieniami Wąwozu Kraków. Władysław Cywiński w 3. części przewodnika Tatry zwraca uwagę, że we wszystkich dotychczasowych opracowaniach topograficznych tego regionu popełniano błąd, pisząc o grani łączącej Wysoką Turnię z Upłazkową Turnią. Grań taka nie istnieje, pomiędzy turniami tymi bowiem opada z Przedniego Kamiennego kręta depresja, miejscami o charakterze żlebu, która łączy Przednie Kamienne z Wąwozem Kraków. Wylot znajduje się około 100 m powyżej Rynku.
Dno Przedniego Kamiennego znajduje się na wysokości około 1620 m. Jest to suchy kocioł, odwadniany systemem podziemnych szczelin i jaskiń krasowych, licznie występujących w Dolinie Kościeliskiej. Górale terminem Kamienne określali piarżyste lub kamieniste tereny (przeważnie zbocza lub kotły lodowcowe), które miały tylko skąpą roślinność lub zupełnie były jej pozbawione. Dawniej Przednie Kamienne było terenem wypasowym Hali Upłaz. Nadmierny wypas spowodował przekształcenie się jego zboczy na zupełny prawie nieużytek, niemal pozbawiony roślinności. Po zaprzestaniu wypasu ponownie odtworzyła się tutaj roślinność, wśród której jest wiele cennych gatunków roślin wapieniolubnych. Przednie Kamienne jest niedostępne turystycznie.
Z rzadkich roślin na Przednim Kamiennym rośnie sparceta górska – gatunek w Polsce występujący tylko w Tatrach i to na nielicznych stanowiskach.